# Cook (månekrater)
 For alternative betydninger, se Cook. (Se også artikler, som begynder med Cook)
Cook er et nedslagskrater på Månen. Det befinder sig på Månens forside og er opkaldt efter den engelske opdagelsesrejsende James Cook (1728 – 1779).
Navnet blev officielt tildelt af den Internationale Astronomiske Union (IAU) i 1935. 

## Omgivelser
Cookkrateret ligger i den vestlige del af Mare Fecunditatis og lige sydøst for det fremtrædende Colombokrater. Mod sydvest ligger Mongekrateret. 

## Karakteristika
Kraterets indre er blevet oversvømmet af lava, hvilket kun har efterladt en lav rand, som stikker frem over overfladen. Denne rand er ikke helt cirkulær, men har et noget hexagonalt udseende. Den lave kratervæg er nedslidt nogle få steder, især langs den nordøstlige rand. På kraterbunden ligger det lille krater "Cook A" nær den sydøstlige rand.

## Satellitkratere
De kratere, som kaldes satellitter, er små kratere beliggende i eller nær hovedkrateret. Deres dannelse er sædvanligvis sket uafhængigt af dette, men de får samme navn som hovedkrateret med tilføjelse af et stort bogstav. På kort over Månen er det en konvention at identificere dem ved at placere dette bogstav på den side af satellitkraterets midte, som ligger nærmest hovedkrateret. Cookkrateret har følgende satellitkratere:
| Cook | Længde  | Bredde  | Diameter |
| ---- | ------- | ------- | -------- |
| A    | 17,8° S | 49,2° Ø | 6 km     |
| B    | 17,3° S | 51,7° Ø | 9 km     |
| C    | 18,2° S | 51,3° Ø | 5 km     |
| D    | 20,1° S | 53,4° Ø | 4 km     |
| E    | 18,4° S | 55,1° Ø | 5 km     |
| F    | 17,6° S | 55,4° Ø | 7 km     |
| G    | 18,9° S | 48,7° Ø | 9 km     |

## Måneatlas
- Billeder af Cookkrateret i LPI-måneatlasset